# 许国 (明朝)
許國（1527年—1596年），字維楨，號海岳、穎陽，直隶徽州府歙县（今安徽省歙縣）人。明代政治人物，嘉靖辛酉解元，乙丑進士。萬曆間累官至吏部尚書、建極殿大學士。

## 生平
嘉靖六年（1527年）六月六日，許國出生在歙縣東門外。父亲許鈇曾赴苏州经商失败。许国是家中次子，早年一边经商一边求学。18岁考中秀才，在灵金山石山精舍开馆为生。此后六赴应天府乡试，前五次均未考中，而家产已经变卖一空，无奈在太平桥跳练江自杀，幸被休宁县木商程爵救起，并资助他再考，最终在嘉靖四十年（1561年）考中辛酉科举人第一名（解元），同年父亲去世，逾年母亲汪氏亦去世。嘉靖四十四年（1565年），39岁的许国第二次进京参加会试，考中会试第七名、进士三甲第一百零七名，改翰林院庶吉士。
隆慶改元，授翰林院檢討，奉詔賜一品服，出使朝鮮，饋遺一無所受。朝鮮人對其清德很是嘉賞，以致後來的國君宣祖還特意向官員黃廷彧詢問了許國的情況，只因「許國、魏時亮, 曾以華使來此, 故問之。 蓋慕其賢也。」。隆慶六年（1572年）升翰林院编修。
神宗即位，官右贊善兼检讨。万历四年八月主持顺天府乡试，升司經局洗馬兼修撰，六年升南京国子监祭酒，八年升太常寺卿管国子监祭酒事，不久升詹事府詹事兼侍读学士，九年歷升禮部右侍郎、左侍郎，十年改吏部左侍郎，掌詹事府。萬曆十一年（1583年）四月，以禮部尚書兼東閣大學士參與機務，九月加太子太保兼文渊阁大学士。十二年（1584年），许国因运筹平定云南有功，晋升少保，授武英殿大学士。十五年二月兼吏部尚書、建極殿大学士，本月准辞吏部尚書，十七年八月以六年考满，兼太子太师、吏部尚書，餘官照舊，廕一子中书舍人，萬曆十九年（1591年）九月，因國本之爭中力爭冊立去職。萬曆二十四年十月逝世，享年七十，后追赠太保，諡文穆。《明史》有傳。

## 著作
有《許國文集》六卷、《朝鮮日記》二卷。

## 家族
曾祖許鑑，贈少傅兼太子太傅禮部尚書建極殿大學士。祖許汝賢，累贈少傅兼太子太傅禮部尚書建極殿大學士。父許鈇，號心諼，累贈少傅兼太子太傅禮部尚書建極殿大學士。母汪氏，累贈一品夫人。兄許沂。

## 許國石坊

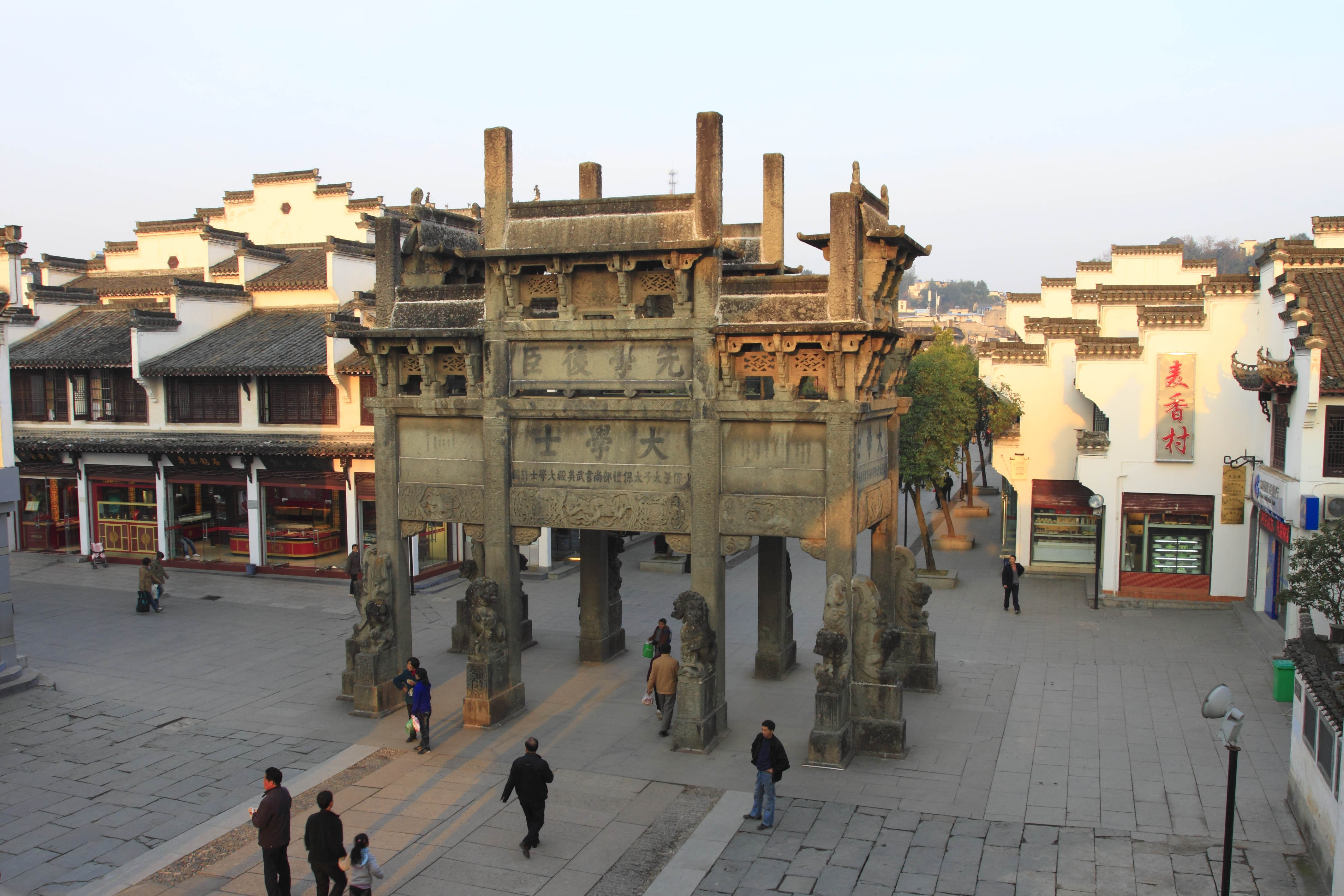
許國石坊

許國生前獲准在家乡徽州府城营建记载功绩的许国石坊，四面八柱，坊上镌有“恩荣”、“先学后臣”、“上台元老”、“大学士”等字样，以及许多富于寓意的雕刻。現為全國重點文物保護單位。